# Canal de Zanzíbar
El canal de Zanzíbar és un estret del sud-est d'Àfrica, que separa l'illa d'Unguja, també coneguda com a Zanzíbar, de la Tanzània continental. El canal té 120 km de llarg i entre 29 i 37 km d'amplada, amb una profunditat que varia des d'unes desenes de metres, al centre, fins a uns centenars de metres al nord i al sud. El canal està totalment situat en aigües territorials de Tanzània. En l'antiguitat la profunditat del canal ha estat considerablement menor, de fins a uns 120 metres menys durant l'última edat glacial.
L'entrada sud del Canal està indicada per un far situat a la costa continental al promontori de Ras Kanzi, a 22 km al sud de Dar es Salaam.